# Protrombina
A protrombina é um elemento proteico da coagulação sanguínea, também denominada de fator II, sintetizada no fígado onde a vitamina K atua como cofator. Esta proteína, sob ação do Ativador de Protrombina transforma-se em trombina, a qual catalisa a reação de transformação do fibrinogênio em fibrina, constituindo-se em elemento fundamental da chamada "cascata de coagulação".